# 19. Kurentovanje (1979)
Kurentovanje 1979 je bil devetnajsti uradni ptujski karneval, 25. februarja, na pustno nedeljo.
Skupaj sta ga že sedmo leto zapored organizirala Folklorno društvo Ptuj in Turistično društvo Ptuj. Se je pa že na dopoldanskem etnografskem delu zbralo 10,000 ljudi, popoldne na karnevalski povorki pa čez 40,000 obiskovalcev. V povorki je sodelovalo skupno kar 2,500 mask. Po mnenju Jožeta Štrafele, predsednika odbora Kurentovanja '79 je zadovoljen z prireditvijo, ki je tokrat res lepo uspela, zdržalo je tudi vreme. Imel je pa nekaj kritik na RTV Ljubljana in časnik Delo, ki naj bi glede na pomembnost, zelo slabo medijsko pokrivala ta dogodek. Za razliko od RTV Zagreb, ki je naredil mnogo oddaj na temo Kurentovanja in mu naredil lepo reklamo. Črna točka prireditve je bila prodaja simboličnih vstopnic (značk), ki pa jih Ptujčani po večini niso želeli kupiti. In ker je prireditev stala preko 40 starih milijonov dinarjev, so se organizatorji pri pokrivanju stroškov znašli v škripcih, sicer bi priški skozi.

## Ostale prireditve
Tudi najmlajši so na pustni ponedeljek imel otroško maškerado v ptujski Mladiki. Na pustni torek pa še mladinska povorka po Krempljevi, Miklošičevi, Srbskem trgu (UE Ptuj) in Trstenjakovi, zaključek pa pred ptujskim hotelom.

## Spored

### Dopoldanski prikaz etnografskih likov na tržnici
Prikaz  se je zgodil ob 10. uri na mestni tržnici (Titov trg):
- 1. Pokači (Markovci, Podlehnik)
- 2. Kopjaši (Markovci)
- 3. Ples vil s kraljico (Zabovci)
- 4. Orači (Podlehnik)
- 5. Pustni plesači (Pobrežje pri Vidmu)
- 6. Orači (Lancova vas)
- 7. Klada (Spodnja Polskava)
- 8. Pustni plesači s pozvačinom (Beltinci)
- 9. Kopanjarice (Markovci)
- 10. Koledarji (Leskovac iz Srbije)
- 11. Orači (Markovci)
- 12. Piceki in kokotički (Markovci)
- 13. Maškure (Turčišće pri Čakovcu)
- 14. Rusa, Medved, piceki in drugi pustni liki (Markovci, Leskovec)
- 15. Ploharji (Cirkovci)
- 16. Koranti (Markovci, Ptuj... in okolica)
- 17.  Perchte (Fuchs iz Avstrije)

### Popoldanski sprevod karnevalskih skupin po mestu
Ob 14.30 uri po mestnih ulicah:
- Dopoldanskim skupinam so se na etnografskem delu popoldanske karnevalske povorke pridružili še:

– Orači (Gerečja vas, Pobrežje pri Vidmu, Slovenja vas)
– Kurenti (Budina, Rogoznica, Spuhlja, , Turnišče pri Ptuju...)
- V karnevalskih maskah oz. pustnih šemah popoldanske karnevalske povorke pa so nastopale:

– Večje število tovornjakov in drugih vozil delovnih organizacij, krajevnih skupnosti in posameznikov
– Pustne šeme iz ptujskih osnovnih in srednjih šol
– tri maskirane pihalne godbe oziroma orkestri
– Rimljani, Ilirke in ostale karnevalske maske

## Nagrade
Komisija, ki je ocenjevala skupine je razdelila nagrade v skupni višini 50,000 dinarjev naslednjim skupinam takole:

### 1. skupina (8 x 3,000 dinarjev)
|                      | Nastopajoči                                         | Nagrada        |
| -------------------- | --------------------------------------------------- | -------------- |
| 1. nagrada (deljena) | »Novorojenček« (MIP)                                | 3,000 dinarjev |
| 1. nagrada (deljena) | »NLP« (Agis)                                        | 3,000 dinarjev |
| 1. nagrada (deljena) | »Rad imam mleko« (KK TOZD Mlekarna)                 | 3,000 dinarjev |
| 1. nagrada (deljena) | »Borci za mir« (Turistično društvo)                 | 3,000 dinarjev |
| 1. nagrada (deljena) | »Manj kave, sestankov, večja produktivnost« (Emona) | 3,000 dinarjev |
| 1. nagrada (deljena) | »Problem koruze« (Perutnina Ptuj)                   | 3,000 dinarjev |
| 1. nagrada (deljena) | »SIS za Kurentovanje '80« (Komunalno podjetje)      | 3,000 dinarjev |
| 1. nagrada (deljena) | »Nalijmo si čistega vina« (K TOZD Kmetijstvo)       | 3,000 dinarjev |

### 2. skupina (7 x 2,000 dinarjev)
|                      | Nastopajoči                            | Nagrada        |
| -------------------- | -------------------------------------- | -------------- |
| 2. nagrada (deljena) | »Od lanu do platna« (Destrnik)         | 2,000 dinarjev |
| 2. nagrada (deljena) | TOZD Delta                             | 2,000 dinarjev |
| 2. nagrada (deljena) | DO Olga Meglič                         | 2,000 dinarjev |
| 2. nagrada (deljena) | »Vodovod« (Kungota)                    | 2,000 dinarjev |
| 2. nagrada (deljena) | »Košnja« (MA ZSMS Turnišče pri Ptuju)  | 2,000 dinarjev |
| 2. nagrada (deljena) | »Skupina gasilcev in skupina Celjanov« | 2,000 dinarjev |
| 2. nagrada (deljena) | Perutnina Ptuj                         | 2,000 dinarjev |

### 3. skupina (7 x 1,000 dinarjev)
|                      | Nastopajoči                                    | Nagrada        |
| -------------------- | ---------------------------------------------- | -------------- |
| 3. nagrada (deljena) | »Igre brez meja«                               | 1,000 dinarjev |
| 3. nagrada (deljena) | »Rimski imerij vkoraka v Poetovio« (Muretinci) | 1,000 dinarjev |
| 3. nagrada (deljena) | »Kravji problem«                               | 1,000 dinarjev |
| 3. nagrada (deljena) | »Zakon ščiti zajce«                            | 1,000 dinarjev |
| 3. nagrada (deljena) | »Kmečka poroka«                                | 1,000 dinarjev |
| 3. nagrada (deljena) | »Potujoča mehanična delavnica«                 | 1,000 dinarjev |
| 3. nagrada (deljena) | »Gusarji z Muretinskega kota«                  | 1,000 dinarjev |

### 4. skupina (5 x 500 dinarjev)
|                      | Nastopajoči                                 | Nagrada      |
| -------------------- | ------------------------------------------- | ------------ |
| 4. nagrada (deljena) | »Sodoben prevoz, komunalne storitve« (Mip)  | 500 dinarjev |
| 4. nagrada (deljena) | »Uvozite še albanske traktorje« (Muretinci) | 500 dinarjev |
| 4. nagrada (deljena) | »Tehnoservis«                               | 500 dinarjev |
| 4. nagrada (deljena) | »Mi planiramo, mi proizvajamo«              | 500 dinarjev |
| 4. nagrada (deljena) | »Vlečna služba in kočija«                   | 500 dinarjev |

### 5. skupina (2 x 300 dinarjev)
|                      | Nastopajoči       | Nagrada      |
| -------------------- | ----------------- | ------------ |
| 5. nagrada (deljena) | »Ford in kapital« | 300 dinarjev |
| 5. nagrada (deljena) | »Jadrnicae«       | 300 dinarjev |

## Trasa

### Mednarodna karnevalska povorka
Peš maske so začele pot po:
- Prešernova (start) – Slovenski trg – Bezjakova (Slomškova) – Srbski trg (UE Ptuj) – Potrčeva – Gregorčičev drevored –
Osojnikova (mimo železniške in avtobusne postaje – Glavna cesta M/3 – Trg svobode (Minoritski trg) – Krempljeva –
 Trg mladinskih delovnih brigad (Mestni trg) – Miklošičeva – Bezjakova (Slomškova)

Potem so vozila nadaljevala pot naprej po:
- Srbski trg (UE Ptuj) – Potrčeva – Ciril Metodov drevored – Osojnikova – Trstenjakova – Titov trg (mestna tržnica) – Miklošičeva –
Trg mladinskih delovnih brigad (Mestni trg) – Krempljeva – Trg svobode (Minoritski trg); končni zaključek povorke